# Nordic Blading

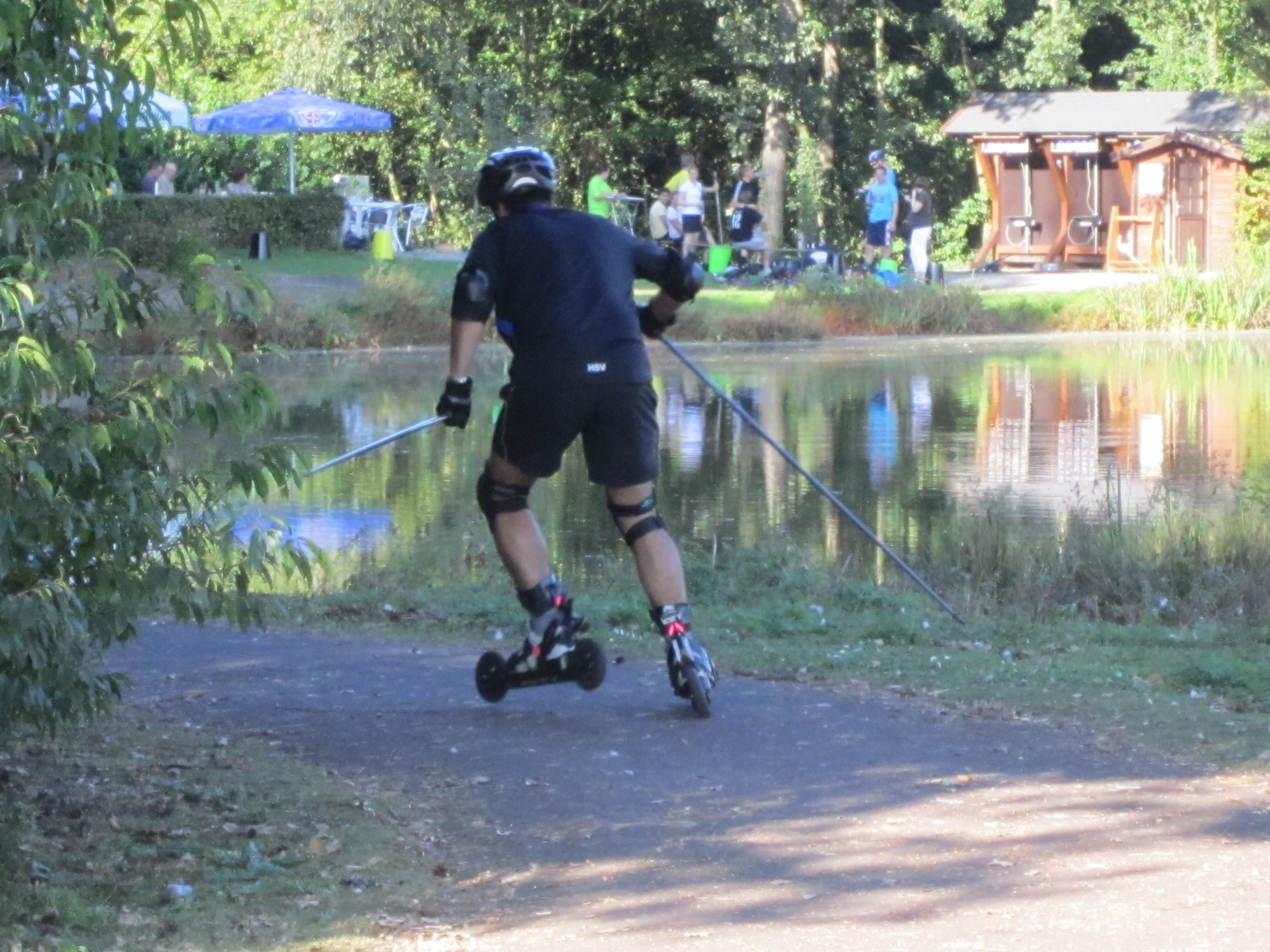
Nordic Blader auf dem Uferweg um den Saller See im Emsland

Nordic Blading, auch Nordic Inlineskating, ist eine Ausdauersportart. Dabei handelt es sich um Inlineskaten mit modifizierten Langlaufstöcken. Skilangläufer nutzen Nordic Blading – neben Rollski – schon seit Jahren, um die schneefreie Zeit zu überbrücken, da es von den körperlichen Abläufen her der Skating-Technik im Skilanglauf entspricht.

## Entwicklung
Nordic Blading stammt wie das Nordic Walking aus Finnland. Immer mehr setzt sich die Sportart auch in Deutschland durch. So organisierte der Deutsche Skiverband (DSV) im Sommer 2000 in Oberstdorf die ersten Deutschen Meisterschaften Sprunglauf und Nordische Kombination. Die Meisterschaft wird bis heute per Mattenspringen und Nordic Blading durchgeführt. Bei allen Wettkämpfen sind nur Inlineskates mit vier Rollen mit jeweils maximal 80 Millimeter Durchmesser zugelassen.
In vielen Ländern sind mittlerweile parallel zu den Inline-Cups und Rollski-Wettkämpfen eigene Veranstaltungen mit Nordic Blading entstanden.

## Technik
Die Nordic-Blading-Techniken ähneln sehr den Skating-Techniken im Freistil-Skilanglauf und teilen sich wie diese in symmetrische und asymmetrische ausgeführte Techniken auf:
Grundelemente/-techniken:
- Schlittschuhschritt
- Doppelstockschub
- Halbschlittschuhschritt

Bewegungstechniken:
- Diagonalskating (Salamanderschritt, Damenschritt), symmetrisch – Schlittschuhschritt mit diagonalem Stockeinsatz
- Führarmtechnik (asymmetrischer 2:1, Bergschritt), asymmetrisch – zwei Beinabdrücke bei einem Stockeinsatz
- Eintakter (1:1-Technik, Doppeltanz), symmetrisch – bei jedem Beinabdruck ein Stockeinsatz
- Armschwungtechnik (symmetrischer 2:1, Pendelschritt) – zwei Beinabdrücke bei einem Stockeinsatz
- Dreipunkttechnik – „Sicherheitsstil“, der alle technischen Stilarten verdoppelt
- Permanentschub – effizientester Skatingstil („4 Vierteltakt“) für Fortgeschrittene

Die beiden letztgenannten Techniken sind nur mit luftbereiften Skates (Cross-Skates) sinnvoll durchführbar.

## Ausrüstung

### Skates

#### Inlineskates

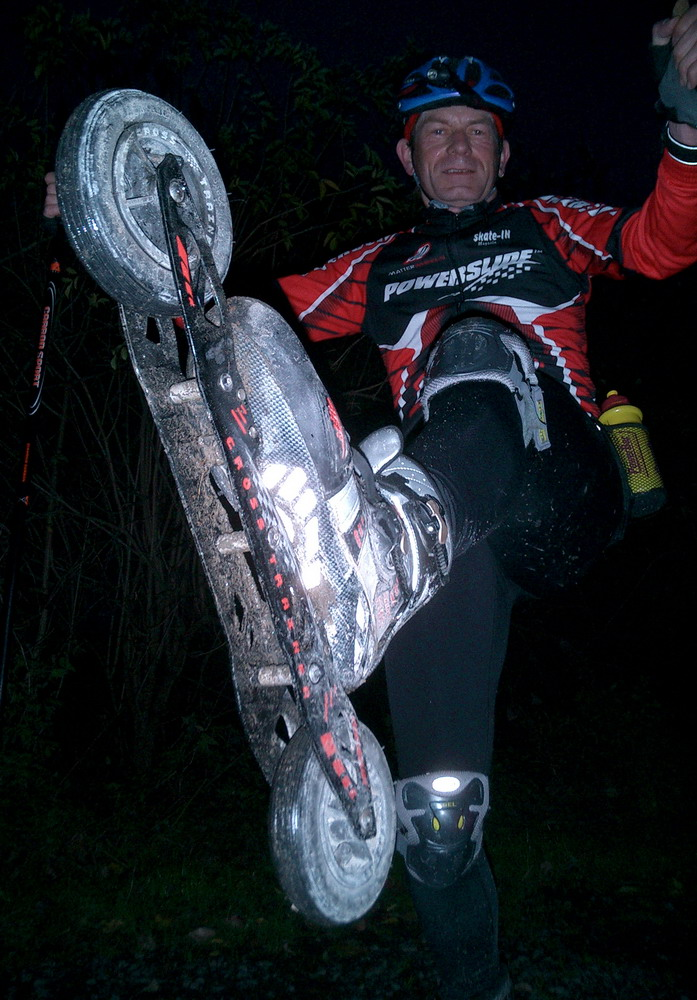
Powerslide Cross-Skates

Auf glattem befestigtem Untergrund werden – je nach sportlicher Ambition – bevorzugt Soft- und Speedskates mit PU- oder Vollgummireifen eingesetzt. Dabei liegen 3–5 Rollen mit einem Durchmesser von 80–110 mm in einer Reihe unter dem Schuh.

#### Cross-Skates
Auf raueren oder geschotterten Park-, Feld- und Waldwegen oder in leichtem Gelände bieten sich Skates mit 2–3 luftgefüllten Gummireifen mit einem Durchmesser von 125–200 mm an. Sie werden entweder als Cross-Inline-Skates mit 3 Rädern unter dem Schuh oder als Offroad- oder Cross-Skates mit 2 Rädern vor und hinter dem Schuh gebaut, wobei die letztere Bauform die größeren Raddurchmesser zulässt. Dabei können die Schuhe fest montiert sein oder in einer starren oder beweglichen Bindung fixiert werden, so dass der Übergang zu Rollski fließend ist. Hersteller sind z. B. die Firmen Skike, Powerslide oder SRB.
Durch die Länge der Schiene und die an beiden Enden montierten Räder unterscheidet sich das Fahrverhalten der Cross Skates deutlich von dem der Inline-Skates. Mit wachsendem Radabstand wird Slalom- oder Kurvenfahren ohne Umsteigen eingeschränkt, beim Hängenbleiben im Gelände der Rettungsschritt schwieriger, ein Aufsitzen der Schiene zwischen den Rädern häufiger auftreten, andererseits aber ein ruhigerer Geradeauslauf erzielbar.
Die derzeit auf dem Markt für Cross-Skates befindlichen Bremssysteme sind nicht optimal, wenn sie nur auf eines der vier Räder wirken. Besser sind zwei Bremsen; eine an jedem Skate. Die Luftreifen bieten mehr Komfort und Sicherheit, beinhalten aber das Risiko gelegentlicher Reifenpannen.

### Stöcke
Die Stöcke entsprechen weitgehend denen, die beim Skating im Skilanglauf verwendet werden. Ein Nordic-Blading-Stock besteht, wie jeder andere Skistock auch, grundsätzlich aus einem Rohr, einem Griff, einer Schlaufe und einer Spitze.
Als Material für das eigentliche Rohr wird Aluminium, Carbon oder ein Carbon-Fiberglas-Mix verwendet. Ein Carbonrohr bietet das optimale Verhältnis aus Steifigkeit, Dämpfung und Gewicht. Ein gleichharter Aluminiumstock ist meist schwerer, dafür günstiger und deutlich unempfindlicher in Bezug auf Stockbruch. Rohre mit einem hohen Fiberglasanteil finden meist für günstige Einsteigermodelle Verwendung, da sie aufgrund ihrer geringen Härte für professionelle Anwendungen nicht geeignet sind.
Die Griffe gibt es in zwei Materialvarianten: Günstigere Stöcke sind meist mit Griffschalen aus Gummi oder Kunststoff ausgerüstet, während hochwertigere Stöcke an dieser Stelle Korkeinlagen besitzen. Kork bietet gegenüber Gummi und Plastik den Vorteil, Schweiß besser aufzunehmen, wodurch es seltener und später zu Blasenbildung oder offenen Stellen an den Händen kommt.
Die Griffschlaufe, die das freie Schwingen des Stockes ermöglicht, kommt ebenfalls in zwei grundlegend verschiedenen Varianten zum Einsatz: An Einsteigermodellen findet sich üblicherweise die klassische Schlaufe, die über einen Klemmmechanismus am Griffkopf in der Weite verstellt werden kann. Deutlich angenehmer in Sachen Stockführung und Komfort sind jedoch Schlaufensysteme mit zusätzlichem Klettverschluss. Diese fixieren aufgrund ihrer ergonomischen Form die Hand deutlich besser am Stock und bieten durch den Klettverschluss mehr individuelle Anpassungsmöglichkeiten.
Die Spitzen unterscheiden sich in zwei wesentlichen Punkten von ihren winterlichen Geschwistern: Es wird einerseits auf den Teller verzichtet, da dessen Funktion in schneelosem Gelände nicht benötigt wird. Andererseits ist das eigentliche Spitzenmaterial deutlich härter als bei Winterspitzen. Dies ist notwendig, damit der Stock auf harten Untergründen wie Asphalt und Beton am Boden Halt findet. Somit besteht die Spitze aus einem Kunststoffkörper mit Hartmetallspitze, der am unteren Ende des Rohrs aufgesteckt und verklebt wird. Am Markt sind auch Spitzen erhältlich, die zu Dämpfungszwecken noch mit einem zusätzlichen Gummipuffer ausgestattet sind.

### Schutzausrüstung
Eine vollständige Schutzausrüstung (Knieschoner, Ellenbogenschoner, Helm, Handschuhe, Sportbrille) ist aufgrund der relativ hohen Geschwindigkeiten und des harten Untergrunds empfehlenswert.

## Trainingswirkung
Nordic Blading trainiert neben der Beinmuskulatur den kompletten Oberkörper inklusive Rücken und Bauch. Die Muskeln werden wie folgt beansprucht:
- Fußheber (Musculus tibialis anterior): Anheben der Skikes, Halten in der Waagrechten
- Wadenmuskel (Musculus gastrocnemius): Stabilisierend beteiligt bei jeder Beinbewegung
- großer Oberschenkelmuskel (Musculus quadriceps femoris): Ausstemmen, Pump-Bewegung des Oberkörpers
- Hüftadduktoren und - abduktoren: Ausstemmen und Heranziehen der Beine beim Skating-Schritt
- Rückenstrecker: Aufrichtung des Rückens bei leichter Hüftbeugung
- großer Rückenmuskel (Musculus latissimus dorsi): Massiv gefordert beim korrekten Stockeinsatz
- Gerade Bauchmuskulatur: Stockeinsatz, wenn der Oberkörper mit nach unten drückt
- großer Brustmuskel (Musculus pectoralis major): Stockeinsatz, vor allem in der Endphase
- Armstrecker (Musculus triceps brachii): neben Latissimus der Hauptmuskel beim Stockeinsatz

Aufgrund der größeren beanspruchten Muskelmasse ist die Herzfrequenz im Vergleich zum normalen Inlineskaten ohne Stöcke höher. Durch einen kräftigen Einsatz der Arm- und Oberkörpermuskulatur kann das Tempo erhöht und die Effektivität der Trainingseinheit gesteigert werden. Bei gleicher Geschwindigkeit ist das Training so bis zu 40 Prozent effektiver.
Der relativ geringe Rollwiderstand der Inlineskates ermöglicht hohe Laufgeschwindigkeiten und damit Trainingseinheiten von mindestens 45 Minuten bei mittleren Herzfrequenzen (130–160 bpm), was wiederum die Grundlagenausdauer erhöht.
Neben der reinen Ausdauer lässt sich durch Erhöhung des Rollwiderstands, Konzentration auf die Doppelstocktechnik und/oder Training in bergigem Gelände auch die Kraftausdauer trainieren. Mit Nordic-Cross-Skates kann man hierzu auch auf schwerer rollenden Naturböden trainieren.
Ein weiterer Effekt des Nordic Blading ist die Verbesserung von Schnelligkeit und Beweglichkeit sowie des Koordinationsvermögens und des dynamischen Gleichgewichts. Diese Fähigkeiten sind besonders für den Skilanglauf im Winter von Bedeutung. Inlineskating ist hierzu sehr gut geeignet, weil Inlineskates wesentlich kürzer als Skier sind und so zeitlich wesentlich kürzere Impulse gesetzt werden können. Die Höhe des Kraftaufwandes, wie er beim Skilanglauf auftritt, kann man jedoch noch durch eine deutliche Rollwiderstandserhöhung trainieren.

## Geeignete Strecken
Besonders geeignet zum Nordic Blading sind wenig frequentierte, flache breite, asphaltierte Wege, da dort die Stöcke frei bewegt werden können. Fortgeschrittene Läufer können sich auch in bergiges Terrain wagen. Hier unterstützt man mit intensiver Armarbeit das Vorankommen. Bergab sorgt das Wedeln (eine Technik aus dem Skifahren) für Spaß.
Abseits befestigter Wege kann man mit Cross-Skates erheblich mehr Strecken befahren und ist zudem noch wesentlich unabhängiger von Wetter und Jahreszeiten.

## Ausbildung bzw. Kurse
Kurse und Trainerausbildungen werden in Deutschland unter anderem von den Landesskiverbänden angeboten:
- DSV nordic aktiv Ausbildungszentrum. Skiverband Rheinland, abgerufen am 17. Januar 2011.
- DSV nordic aktiv Ausbildungszentrum. DSV nordic aktiv Ausbildungszentrum Bayern (nfc - nordic fitness coaching), abgerufen am 17. Januar 2011.